# Be with You (Enrique Iglesias)
Be with You è un brano di Enrique Iglesias scritto dal cantante spagnolo e prodotto da Mark Taylor and Brian Rawling. Il brano è stato pubblicato come secondo singolo dell'album Enrique del 2000. Ne esiste una versione in spagnolo dal titolo Sólo me importas tú che ha ottenuto un buon successo nell'america latina.

## Video musicale
Il video musicale di Be with You è stato girato da Dave Meyers e vede Iglesias incontrare una bellissima e timida ragazza (interpretata da Shannon Elizabeth) che immediatamente colpisce il cantante. Iglesias la ritrova in seguito in una discoteca, completamente diversa, provocante e disinibita. I due nel finale del video ballano insieme e si baciano appassionatamente.

## Tracce
Maxi-Single #1 Interscope 497 293-2 (UMG) / EAN 0606949729325
1. Be with You (Album Version)
2. Be with You (Thunderpuss 2000 Radio Mix)
3. Be with You (Fernando Garibay's Club Mix)
4. Rhythm Divine video (CD Rom Extra)

Maxi-Single #2
1. Sólo me importas tú
2. Sólo me importas tú (Mijangos Club Mix)
3. Sólo me importas tú (Fernando's Club Mix)
4. Sólo me importas tú (Mijango's Radio Edit)
5. Sólo me importas tú (Fernando's Radio Edit)

## Classifiche
| Classifica (2000)                                 | Posizione massima |
| ------------------------------------------------- | ----------------- |
| Australia                                         | 36                |
| Austria                                           | 26                |
| Paesi Bassi                                       | 70                |
| Finlandia                                         | 19                |
| Francia                                           | 43                |
| Italia                                            | 11                |
| Nuova Zelanda                                     | 12                |
| Svezia                                            | 13                |
| Svizzera                                          | 21                |
| U.S. Billboard Hot 100                            | 1                 |
| U.S. Billboard Hot Adult Contemporary Tracks      | 27                |
| U.S. Billboard Hot Dance Club Play                | 1                 |
| U.S. Billboard Hot Latin Tracks/Latin Pop Airplay | 2                 |